# Chandragupta II

## Chú giải
- R. K. Mookerji, The Gupta Empire, 4th edition. Motilal Banarsidass, 1959.
- R. C. Majumdar, Ancient India, 6th revised edition. Motilal Banarsidass, 1971.
- Hermann Kulke and Dietmar Rothermund, A History of India, 2nd edition. Rupa and Co, 1991.